# Smith megye (Kansas)
Smith megye az Amerikai Egyesült Államokban, azon belül Kansas államban található. Megyeszékhelye és legnagyobb városa Smith Center. Lakosainak száma 3570 fő (2020. április 1.). Smith megye Franklin, Osborne, Webster, Jewell, Rooks és Phillips megyékkel határos.

## Népesség
A megye népességének változása:
| Lakosok száma | 3859 | 3789 | 3747 | 3706 | 3704 | 3570 |
|               | 2010 | 2011 | 2012 | 2013 | 2015 | 2020 |